# Thomas Bohrer
Thomas Bohrer (ur. 17 stycznia 1887 – zm. 1 lutego 1952) – austriacki łyżwiarz szybki, trzykrotny medalista mistrzostw Europy.

## Kariera
Pierwszy sukces w karierze Thomas Bohrer osiągnął w 1908 roku, kiedy zdobył brązowy medal podczas mistrzostw Europy w Klagenfurcie. W zawodach tych wyprzedzili go jedynie Moje Öholm ze Szwecji oraz Norweg Oscar Mathisen. Bohrer był tam drugi na dystansach 500, 5000 i 10 000 m, a w biegu na 1500 m zajął czwarte miejsce. Na rozgrywanych rok później mistrzostwach Europy w Budapeszcie był drugi, rozdzielając na podium Mathisena i Öholma. Austriak wygrał biegi na 5000 i 10 000 m, był drugi na 1500 m oraz trzeci na 500 m. Srebrny medal przywiózł również z mistrzostw Europy w Hamar w 1911 roku, gdzie lepszy był tylko Rosjanin Nikołaj Strunnikow. Bohrer był tam drugi w biegach na 5000 i 10 000 m oraz trzeci na 500 i 1500 m. W tym samym roku był też czwarty na wielobojowych mistrzostwach świata w Trondheim, przegrywając walkę o medal z Norwegiem, Henningiem Olsenem. Najlepszym wynikiem Austriaka na tej imprezie było drugie miejsce w biegu na 500 m, na pozostałych dystansach plasował się na piątej pozycji. Był też między innymi szósty na mistrzostwach świata w Davos w 1908 roku, gdzie w biegu na 10 000 m był trzeci.